# Elektra (córka Agamemnona)
Elektra (gr. Ἠλέκτρα Eléktra, łac. Electra) – w mitologii greckiej królewna mykeńska.
Uchodziła za córkę Agamemnona i Klitajmestry oraz siostrę Orestesa, Chrysotemis  i Ifigenii. Kiedy jej ojciec powrócił do domu po zakończeniu wojny trojańskiej, został zabity przez matkę Elektry i jej kochanka Ajgistosa. Elektra w tym czasie była poza domem i dlatego udało jej się uniknąć śmierci. Sama uratowała młodszego brata, Orestesa, wysyłając go do króla Fokidy, Strofiosa, żonatego z Anaksibią, siostrą Agamemnona. Po ośmiu latach od morderstwa wspólnie z Orestesem pomściła ojca i zabiła matkę i jej kochanka. Poślubiła przyjaciela Orestesa, Pyladesa, syna Strofiosa i Anaksibii.
Elektra jest główną postacią tragedii Sofoklesa i tragedii Eurypidesa. Poza tym jest jedną z głównych postaci dramatu Jean-Paula Sartre’a Muchy.